# Indorock
Indorock é um gênero musical originário dos anos 1950 na Europa. É uma fusão da música vinda da Indonésia e da do Ocidente.Foi um fluxo musical único,inventado por pessoas vindas da Indonésia e que viviam na Holanda.Este gênero influênciou muitos artistas da Década de 1960.